# Куверт (фабрика конвертів)
Фабрика конвертів «Куверт-Україна» — підприємство поліграфічної промисловості, розташоване у м.Івано-Франківськ, яке спеціалізується на виробництві конвертів та є одним з провідних українських підприємств з виробництва та продажу рішень для поштової логістики та упаковки.

## Історія
Фабрика конвертів «Куверт-Україна» заснована 3 грудня 1999 р. як українська ланка найбільшого в Європі концерну з виробництва конвертів
«Mayer-Kuvert-network GmbH».

## Сьогодення
Фабрика конвертів «Куверт-Україна» є найстабільнішим національним виробником продукції для пересилок та упакування.
Продукція:
- Конверти
- Паперові пакети
- Бандерольні пакети
- Пакети для стерилізації
- Цифровий друк на паперовій продукції

## Адреса
- вулиця: Макуха, 6, м. Івано-Франківськ, 76014, Україна.